# Jesse Sergent
Jesse Harold Sergent (Feilding, 8 de julio de 1988) es un deportista neozelandés que compitió en ciclismo en las modalidades de pista, especialista en las pruebas de velocidad y keirin persecución, y ruta, en donde formó parte del equipo francés Ag2r La Mondiale.
Participó en dos Juegos Olímpicos de Verano, en los años 2008 y 2012, obteniendo una medalla de bronce en cada participación, ambas en la prueba de persecución por equipos (en Pekín 2008 junto con Sam Bewley, Marc Ryan, Hayden Roulston y en Londres 2012 con Sam Bewley, Marc Ryan y Aaron Gate).
Ganó cuatro medallas en el Campeonato Mundial de Ciclismo en Pista entre los años 2009 y 2011.

## Medallero internacional
| Juegos Olímpicos   | Juegos Olímpicos         | Juegos Olímpicos  | Juegos Olímpicos        |
| Año                | Lugar                    | Medalla           | Competición             |
| ------------------ | ------------------------ | ----------------- | ----------------------- |
| 2008               | Pekín (China)            | Medalla de bronce | Persecución por equipos |
| 2012               | Londres (Reino Unido)    | Medalla de bronce | Persecución por equipos |
| Campeonato Mundial |                          |                   |                         |
| Año                | Lugar                    | Medalla           | Competición             |
| 2009               | Pruszków (Polonia)       | Medalla de bronce | Persecución por equipos |
| 2010               | Ballerup (Dinamarca)     | Medalla de plata  | Persecución individual  |
| 2010               | Ballerup (Dinamarca)     | Medalla de bronce | Persecución por equipos |
| 2011               | Apeldoorn (Países Bajos) | Medalla de plata  | Persecución individual  |

## Palmarés

### Pista
2007
- Medalla de plata en el Campeonato Oceánico Persecución por Equipos

2008
- Medalla de bronce en el Campeonato Olímpico Persecución por Equipos (haciendo equipo con San Bewley, Hayden Roulston y Marc Ryan)

2009
- Pekín, Persecución Individual
- Medalla de bronce en el Campeonato Mundial Persecución por Equipos

2010
- Medalla de plata en el Campeonato Mundial Persecución Individual
- Medalla de bronce en el Campeonato Mundial Persecución por Equipos

2011
- Campeonato Oceaníco Persecución por Equipos
- Cali, Persecución por Equipos

### Carretera
2011
- 2.º en el Campeonato de Nueva Zelanda Contrarreloj
- Driedaagse van West-Vlaanderen, más 1 etapa
- 1 etapa del Eneco Tour
- Tour de Poitou-Charentes, más 1 etapa

2012
- 3.º en el Campeonato de Nueva Zelanda Contrarreloj

2014
- 1 etapa de la Vuelta a Austria

## Resultados en Grandes Vueltas y Campeonatos del Mundo
| Carrera              | Carrera              | 2009 | 2010 | 2011 | 2012  | 2013  | 2014  | 2015 | 2016 |
| -------------------- | -------------------- | ---- | ---- | ---- | ----- | ----- | ----- | ---- | ---- |
|                      | Giro de Italia       | —    | —    | —    | 139.º | 153.º | —     | —    | —    |
|                      | Tour de Francia      | —    | —    | —    | —     | —     | —     | —    | —    |
|                      | Vuelta a España      | —    | —    | —    | —     | —     | 131.º | —    | —    |
| Mundial en Ruta      | Mundial en Ruta      | —    | —    | —    | Ab.   | —     | —     | Ab.  | —    |
| Mundial Contrarreloj | Mundial Contrarreloj | —    | —    | 18.º | 23.º  | 21.º  | 12.º  | 35.º | —    |

—: no participa

Ab.: abandono

## Equipos
- Trek Livestrong U23 (2009-2010)
- Team RadioShack (08.2010-2011)
  - Team RadioShack (08.2010-2011) como stagiaire
  - Team RadioShack (2011)
- RadioShack/Trek (2012-2015)
  - RadioShack-Nissan (2012)
  - RadioShack Leopard (2013)
  - Trek Factory Racing (2014-2015)
- Ag2r-La Mondiale (01.2016-07.2016)